# Scatman Crothers
Benjamin Sherman Crothers (Terre Haute, Indiana, 23 de mayo de 1910-Van Nuys, California, 22 de noviembre de 1986), conocido profesionalmente como Scatman Crothers, fue un cantante, músico, bailarín y actor estadounidense, que se destacó en el mundo de la actuación por trabajos como la serie de televisión Chico and the Man en el papel de El Hombre Basura, o la película El resplandor, de Stanley Kubrick, en la que interpretaba a Dick Hallorann.
También fue conocido por interpretar la voz en off de varios personajes de dibujos animados como el gato Jazz de la película Los Aristogatos en 1970. 
Su apodo de Scatman lo recibió al hacer una audición en la radio en 1932.

## Trayectoria
Comenzó su carrera tocando la batería a los 15 años en un bar clandestino de su ciudad.
Creó su propia banda en 1930 y viajó a California en 1948, donde también tocaba el piano en varios clubes nocturnos de la ciudad. Finalmente se fue a Los Ángeles en 1952.
Scatman trabajó en numerosos papeles tanto para el cine como la televisión, casi siempre como secundario o en una breve aparición. También hizo varios cortos musicales hacia 1940. Su debut cinematográfico tuvo lugar en la película Meet Me at the Fair, en 1953. 

### Enfermedad y fallecimiento
Fumador empedernido, se le diagnosticó un cáncer de pulmón, pero no hizo caso y siguió fumando. Finalmente el cáncer se le extendió al esófago y murió de una neumonía el 22 de noviembre de 1986 en su casa de California. Está enterrado en el cementerio de Forest Lawn en Hollywood.

## Como actor
- El trío King Cole & Benny Carter orquesta (1950) (Corto)
- Yes Sir, Mr. Bones (1951)
- The Return of Gilbert & Sullivan (1952) (corto)
- Meet Me at the Fair (1953)
- Sorprendente Susana (1953) (corto)
- Lux Video theatre (1953) (tv)
- East of Sumatra (1953)
- Walking My Baby Back Home (1953)
- Oscuro Jhonny (1953)
- Black Belt Jones (1974)
- One Flew Over the Cuckoo's Nest (1975)
- The Shootist (1976)
- Roots (1977) (tv)
- Bronco Billy (1980)
- El resplandor (1980)
- Missing Children: A Mother's Story (1982)
- Zapped! (1982)
- Twilight Zone: The Movie (1983)